# إيفان هاسيك
إيفان هاسيك (بالتشيكية: Ivan Hašek mladší)‏ هو لاعب كرة قدم تشيكي في مركز الوسط، ولد في 30 أغسطس 1987 في براغ في جمهورية التشيك. لعب مع بوهيميانز 1905.

## وصلات خارجية
- إيفان هاسيك على موقع قاعدة بيانات كرة القدم.إي يو (الإنجليزية)
- إيفان هاسيك على موقع Soccerway.com (الإنجليزية)